# 羽島市総合運動場
座標: 北緯35度19分21.8秒 東経136度43分36.7秒 / 北緯35.322722度 東経136.726861度

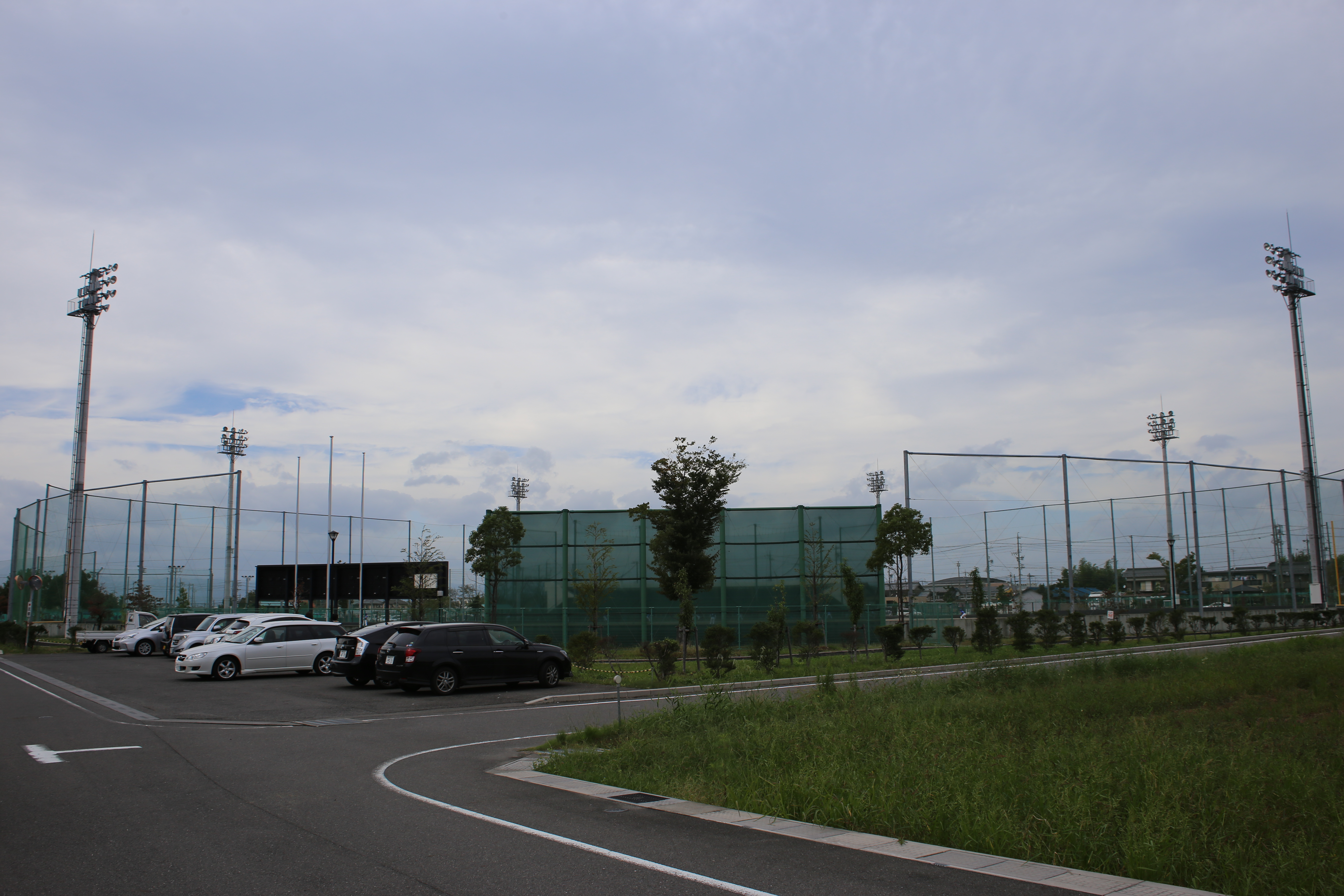
羽島市総合運動場（2016年10月）

羽島市総合運動場（はしましそうごううんどうじょう）は、岐阜県羽島市にある野球場、テニスコートなどを備える総合運動場である。

## 概要
羽島市が管理運営を行っている。
羽島市のレクレーション活動の拠点施設であり、充実を図るため「羽島市運動公園」として整備する都市計画が2008年（平成20年）に決定している。
現在、FUKUJUスポーツパーク（羽島市運動公園）の名称になっている。

## 施設
- 野球場：A・B・C（Aのみ照明設備があるため夜間利用可）
- テニスコート：A・B・C・D（夜間利用可）
- 運動広場
- クラブハウス

## 概要
- 所在地：〒501-6224 岐阜県羽島市正木町大浦602番地
- 駐車場：有り

## アクセス
- 羽島市コミュニティバス：赤バスコース、「下大浦」バス停下車、徒歩で約5分。
- 名鉄竹鼻線 須賀駅または不破一色駅下車、徒歩で約20分。

## その他
- 濃尾大花火（羽島市・一宮市市民花火大会）時には、臨時駐車場（有料）となる。